# Корона (4 сезон)

Четвертий сезон «Корони», який розповідає про життя та правління королеви Єлизавети II, прем'єра якого відбулася на Netflix 15 листопада 2020 року
Олівія Колман зіграла роль Елізабет, а головні актори Тобіас Мензіс, Гелена Бонем Картер, Джош О'Коннор, Меріон Бейлі, Ерін Доерті та Емералд Феннелл повторили свої ролі з третього сезону. До основного складу додалися Джилліан Андерсон, Емма Коррін і Стівен Боксер. Крім того, Чарльз Денс повертається в першому епізоді сезону, а Клер Фой повторює свою роль Елізабет в епізодичній сцені спогадів.

## Сюжет
«Корона» простежує життя королеви Єлизавети II від її весілля в 1947 році до наших днів.
Четвертий сезон охоплює період між 1979 і 1990 роками під час 11-річного перебування Маргарет Тетчер на посаді прем'єр-міністра. Леді Діана Спенсер представлена на початку сезону. Зображені події включають весілля принца Чарльза та леді Діани Спенсер, їхній тур Австралією та Новою Зеландією 1983 року, Фолклендську війну, вторгнення Майкла Фейгана до Букінгемського палацу, похорони лорда Маунтбаттена, поява принцеси Уельської на церемонії вручення дитячої нагороди Barnardo's Champion Children Awards і в кінці серіалу відхід Тетчер з посади, а також сімейні труднощі Чарльза та Діани.

## Актори

### Головні
- Олівія Колман — королева Єлизавета II[13]
- Тобіас Мензіс — принц Філіп, герцог Единбурзький, чоловік Єлизавети[14]
- Гелена Бонем Картер — принцеса Маргарет, молодша сестра Єлизавети[15]
- Джилліан Андерсон — Маргарет Тетчер, прем'єр-міністр Великої Британії[16]
- Джош О'Коннор — принц Чарльз, старша дитина Єлизавети та Філіпа та спадкоємець[17]
- Емма Коррін — леді Діана Спенсер / принцеса Діана, наречена, а пізніше дружина Чарльза[18]
- Меріон Бейлі — королева Єлизавета, королева-мати, мати Єлизавети II
- Ерін Догерті — принцеса Анна, друга дитина та єдина дочка Єлизавети та Філіпа[19]
- Стівен Боксер у ролі Деніса Тетчера, чоловіка Маргарет Тетчер
- Смарагд Феннелл — Камілла Паркер Боулз, давня кохана Чарльза[20]

## Список серій
| №  | № (в сезоні) | Назва                                            | Режисер          | Сценарій                           | Дата прем'єри     |
| -- | ------------ | ------------------------------------------------ | ---------------- | ---------------------------------- | ----------------- |
| 31 | 1            | «Gold Stick» «Золота паличка»                    | Бенджамін Карон  | Пітер Морган                       | 15 листопада 2020 |
| 32 | 2            | «The Balmoral Test» «Іспит у Балморті»           | Пол Віттінгтон   | Пітер Морган                       | 15 листопада 2020 |
| 33 | 3            | «Fairytale» «Казка»                              | Бенджамін Карон  | Пітер Морган                       | 15 листопада 2020 |
| 34 | 4            | «Favourites» «Улюбленці»                         | Пол Віттінгтон   | Пітер Морган                       | 15 листопада 2020 |
| 35 | 5            | «Fagan» «Фаґан»                                  | Пол Віттінгтон   | Пітер Морган та Джонатан Д. Вілсон | 15 листопада 2020 |
| 36 | 6            | «Terra Nullius» «Нічия земля»                    | Джуліан Джарролд | Пітер Морган                       | 15 листопада 2020 |
| 37 | 7            | «The Hereditary Principle» «Принцип спадковості» | Джессіка Гоббс   | Пітер Морган                       | 15 листопада 2020 |
| 38 | 8            | «48:1»                                           | Джуліан Джарролд | Пітер Морган                       | 15 листопада 2020 |
| 39 | 9            | «Avalanche» «Лавина»                             | Джессіка Гоббс   | Пітер Морган                       | 15 листопада 2020 |
| 40 | 10           | «War» «Війна»                                    | Джессіка Гоббс   | Пітер Морган                       | 15 листопада 2020 |

## Прем'єра
Четвертий сезон вийшов на Netflix 15 листопада 2020 року. Він був випущений на DVD та Blu-ray 2 листопада 2021 року.